# کالج موسیقی تحت کنسرواتوار ملی جمهوری آذربایجان
کالج موسیقی تحت کنسرواتوار ملی جمهوری آذربایجان (ترکی آذربایجانی: Azərbaycan Milli Konservatoriyası nəzdində Musiqi Kolleci) یک مدرسه موسیقی دولتی حرفه‌ای در مقطع متوسطه است که در باکو، پایتخت جمهوری آذربایجان قرار دارد. این کالج، یکی از پیشتازترین مدارس موسیقی در دوره متوسط در این کشور به حساب می‌آید.

## اطلاعات کلی
کالج موسیقی یک مدرسه موسیقی متوسطه ۴ ساله ویژه می‌باشد. کالج حدود ۱۴۰۰ دانشجو و ۴۰۰ مدرس دارد. از ابتدای بنیانگذاری اش تابه حال تقریباً ۸۰۰۰ نفر هنرمند از این مدرسه دانش‌آموخته شده‌اند. «ناظم کاظمف»، خادم هنر افتخاری آذربایجان، ریاست کالج را به عهده دارد.

## تاریخچه
در سال ۱۸۸۵، «آنتونینا یرمولایوا»، از فارغ التحصیلان کنسرواتوار دولتی چایکوفسکی مسکو با همت و یاری دو خواهرش یک مدرسه موسیقی خصوصی راه اندازی نمود. وی سکان هدایت مدرسه را در دست خود گرفت. در سال ۱۹۰۱ بود که کلاس‌های آموزش موسیقی در داخل دانشکده باکو در «اتحاد موسیقی روسیه» بر اساس این مدرسه ساماندهی شد. مسئولیت همان کلاس‌ها نیز بر عهده «آنتونینا یرمولایوا» بود. در سال ۱۹۱۶، دوره‌های موسیقی تغییر شکل یافته و به یک مدرسه موسیقی تبدیل شد. اغلب فرهنگیان این مدرسه را عمدتاً دانش آموختگان مدارس موسیقی روسیه تشکیل می‌دادند.
در سال ۱۹۲۲، عزیر حاجی‌بیگف، آهنگساز برجسته آذربایجانی، عهده‌دار هدایت مدرسه یادشده شد. در دوره ریاست وی بر این مدرسه بین سال‌های ۱۹۲۲–۱۹۲۶ و ۱۹۳۹–۱۹۴۱، دانشکده‌های جدیدی در آن بنیان نهاده شدند، که نه تنها پایه‌های نظریه و نوازندگی در سازهای شرقی، بلکه در سازهای اروپایی را نیز تدریس می‌کردند. در سال ۱۹۵۳، مدرسه به اسم آصف زینالی، آهنگ‌ساز و مدرس آذربایجانی، نامگذاری شد.

## دانش‌آموختگان سرشناس
- خان شوشینسکی
- آصف زینالی
- سعید رستموف
- سبینه بابایوا
- احمد باکوخانف
- مسلم ماقمایف
- زینب خانلاروا
- عالیم قاسمف
- لطفیار ایمانوف
- «والنتین ژنویسکی»[۳]